# Шушинский, Сеид
Сеид Шушинский (азерб. Seyid Şuşinski, наст. имя — Мир Мохсун-ага Сеид Ибрагим оглы Шушинский, азерб. Seyid İbrahim oğlu Şuşinski; 12 апреля 1889 — 1 ноября 1965) — азербайджанский певец-ханенде, представитель шушинской вокальной школы, народный артист Азербайджанской ССР (1956), последователь Джаббара Карьягдыоглу.

## Биография
Родился в 1889 году в селе Горадиз. Карьягдыоглу считал его «жемчужиной восточной музыки».
Сеид Шушинский владел секретами вокального искусства, полученными сначала у Навваба, у которого обучался два года, а затем у Джаббара Карьягдыоглу. С мастерством он исполнял мугам Чаргях, который считается особо трудным для певцов. Он был прекрасным исполнителем мугамов Махур, Нава, Мани, Аразбары, Хейраты. Будучи певцом-новатором, объединив многие мугамы, он пел их в новых вариантах.
При исполнении мугамов и теснифов он обращался к газелями классиков поэзии Хафиза, Физули, Сеида Азима Ширвани, а также к стихам своих современников — Джавида и Сабира, и был первым азербайджанским ханенде, который отбирал для пения стихи на общественно-политические мотивы. Он дружил с такими прогрессивными деятелями своего времени, как Джалил Мамедкулизаде, Абдуррагим-бек Ахвердов, Гусейн Джавид, Гусейн Араблинский. Сейид оказал материальную помощь для выхода нескольких номеров известного сатирического журнала «Молла Насреддин». Меценат также материально помогал многим ханенде и актёрам.

## Награды
- Заслуженный артист Азербайджанской ССР (17.06.1943)
- Народный артист Азербайджанской ССР (06.11.1956)
- орден «Знак Почёта» (09.06.1959)

## Источник
Журнал «ИРС-Наследие», Анар (народный писатель Азербайджана).